# Уилсон, Джо
Эддисон Грейвс «Джо» Уилсон-старший (род. 31 июля 1947, Чарлстон, Южная Каролина, США; англ. Addison Graves "Joe" Wilson Sr.) — американский политик и юрист. Член Палаты представителей США от 2-го избирательного пункта Южной Каролины (с 2001 года). Член Республиканской партии. С 1984 по 2001 год являлся членом Сената Южной Каролины.
Уилсон является высокопоставленным членом Комиссии Конгресса США по безопасности и сотрудничеству в Европе (Хельсинкской комиссии).

## Биография
Уилсон родился 31 июля 1947 года в городе Чарльстон, штат Южная Каролина. Его отец, Хью Уилсон (англ. Hugh Wilson), служил в Индии в рядах «Летающих тигров». В 1965 году Джо Уилсон окончил среднюю школу Чарльстона. В 1969 году получил степень бакалавра в области политологии в Университете Вашингтона и Ли, где был членом студенческого объединения Sigma Nu. В 1972 году получил степень Juris Doctor юридического факультета Университета Южной Каролины. Один из основателей юридической фирмы Kirkland, Wilson, Moore, Taylor & Thomas в городе Западная Колумбия, Южная Каролина.
С 1972 по 1975 год служил в Резерве Армии США. После работал адвокатом штабного судьи Национальной Гвардии Армии Южной Каролины, входившей в состав 218-й мотострелковой бригады. Ушёл в отставку в 2003 году в звании полковника. Работал судьёй в малом городе Спрингдэйл, округ Лексингтон, Южная Каролина.
Уилсон также является выпускником Института Лидерства Мортона Блэквелла, расположенного в округе Арлингтон, штат Вирджиния.
В 1984 году был избран в Сенат Южной Каролины. В 2000 году проголосовал против снятия флага Конфедеративных Штатов Америки со здания сената штата.
В 2001 году стал членом Палаты представителей США. В 2007 году был помощником парламентского организатора Республиканской партии. В 2009 году Уилсон выкрикнул «Вы лжёте» (англ. You lie) во время выступления 44-го президента США Барака Обамы. Этот поступок вызвал осуждение со стороны общественности. Позже он извинился за это.
В ноябре 2021 года Уилсон и сопредседатель Комиссии Конгресса США по безопасности и сотрудничеству в Европе (Хельсинкской комиссии) Стив Коэн представили резолюцию, предлагающую не признавать Владимира Путина президентом России после 7 мая 2024 года.

## Награды
- 1995 — Орден Пальметто[англ.] (англ. Order of the Palmetto)[9][16]
- 2023 — Орден князя Ярослава Мудрого II степени (4 сентября 2023 года, Украина) — за весомый личный вклад в укрепление межгосударственного сотрудничества, поддержку государственного суверенитета и территориальной целостности Украины, популяризацию Украинского государства в мире[17]

## Личная жизнь
Женат. Имеет четверых детей. Пресвитерианец.